# Fairhaven
Fairhaven är en kommun (town) i Bristol County i delstaten Massachusetts, USA. Vid folkräkningen år 2000 bodde 16 159 personer på orten. Den har enligt United States Census Bureau en area på totalt 36,5 km² varav 4,4 km² är vatten.

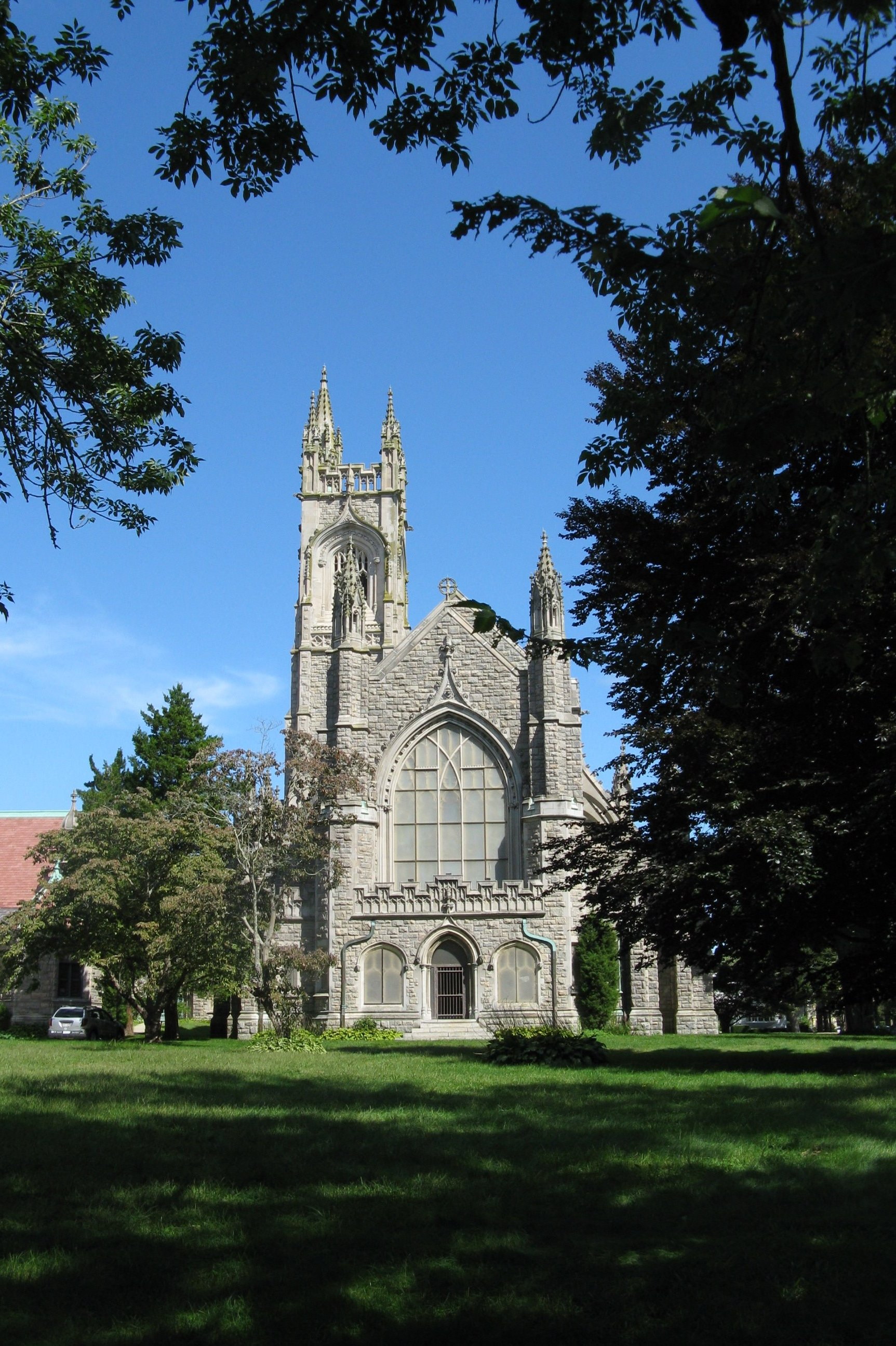